# Озимі люди
«Ози́мі лю́ди» — восьмий офіційний студійний альбом українського музичного гурту «Скрябін», випущений у 2002 році. Альбом був записаний за підтримки «Агентства гуманітарних технологій» та особисто Володимира Грановського та Юхима Островського та виданий на підтримку політичної партії «Команди озимого покоління».

## Про альбом
Альбом продовжив рух колективу у напрямку поп-року, який гурт розпочав ще у альбомі «Модна країна», який вийшов у 2000 році.
На композиції «Любити платити», «Шукав свій дім (зима)», «Нова статуя свободи», «Герой» та «Усталі» були відзняті відеокліпи.
З цим альбомом гурт, за підтримки лейблу Real Records,  спробував вийти на російський ринок: відеокліп «Любити платити» був у ротації на «MTV Росія», а пісня потрапила у збірку «Нашествие».
Також було випущене декілька промо-видань альбому на компакт диску і касеті. Вони відрізнялись оформленням, одне з цих видань містило 13 треків, а інше містило тільки 7. Також там була агітація «Команди озимого покоління».

## Список композицій
| Компакт-диск видання       | Компакт-диск видання             | Компакт-диск видання |
| #                          | Назва                            | Тривалість           |
| -------------------------- | -------------------------------- | -------------------- |
| 1.                         | «Любити платити»                 | 4:31                 |
| 2.                         | «Шукав свій дім»                 | 4:40                 |
| 3.                         | «Машина часу»                    | 3:44                 |
| 4.                         | «Наші»                           | 2:31                 |
| 5.                         | «Сам собі країна»                | 3:11                 |
| 6.                         | «А. Ш.»                          | 3:15                 |
| 7.                         | «Нова «Статуя свободи»»          | 3:25                 |
| 8.                         | «Герой»                          | 4:02                 |
| 9.                         | «Усталі»                         | 3:15                 |
| 10.                        | «Хочу бути духами»               | 3:23                 |
| 11.                        | «Олля»                           | 3:08                 |
| 12.                        | «Моя дочка Україна»              | 4:14                 |
| 13.                        | «Любити платити» («Буде» ремікс) | 3:59                 |
| Загальна тривалість: 43:18 |                                  |                      |

## Учасники запису
- Андрій «Кузьма» Кузьменко — спів, автор текстів та музики, клавішні;
- Олексій «Зваля» Зволінський — гітара, клавішні;
- Сергій «Шура» Гера — клавішні;
- Олексій Мельник — бас-гітара;
- Володимир «Малий» Поршенко — барабани
- Андрій «Підлуж» Підлужний — спів
- Олександр Заглада — барабани

Соло на клавішах у композиції «Любити платити» взято із пісні «The Riddle» Ніка Кершру.